# Grotta artificiale
La grotta artificiale o fantastica, chiamata semplicemente grotta o spelonca, è uno degli ambienti tipici dell'architettura manierista.
Si tratta di una cavità sotterranea o scavata nel fianco di una montagna e adibita a usi e destinazioni differenti, in questo caso come elemento di decorazione di parchi e giardini; il gusto per le grotte fantastiche era tipico del tardo Cinquecento e una delle più famose è la Grotta del Buontalenti. Solitamente è fornita di fontane e giochi d'acqua vari e rivestita con opere in roccia o conchiglie e rientra nel gusto, detto appunto, grottesco.
(Eugenio Battisti)

## Storia
Assai frequente fu l'uso di grotte artificiali nell'edilizia di età imperiale: l'utilizzo di ambienti ipogei era destinato a creare eleganza, frescura, relax e anche ad evocare presenze mitologico-religiose (criptoportico). Nell'Impero romano erano diffusi i mitrei, luoghi sotterranei dedicati al culto del dio indo-iranico Mitra.
La riscoperta dell'architettura romana nel Rinascimento riportò in auge l'uso di grotte artificiali. Il Manierismo italiano e francese le collocò nei giardini, dedicandole alle rinate divinità pagane. La più antica è la grotta degli Animali nella villa di Castello, mentre la più famosa è forse la grotta del Buontalenti del giardino di Boboli, a Firenze, realizzata da Bernardo Buontalenti fra il 1583 e il 1593.

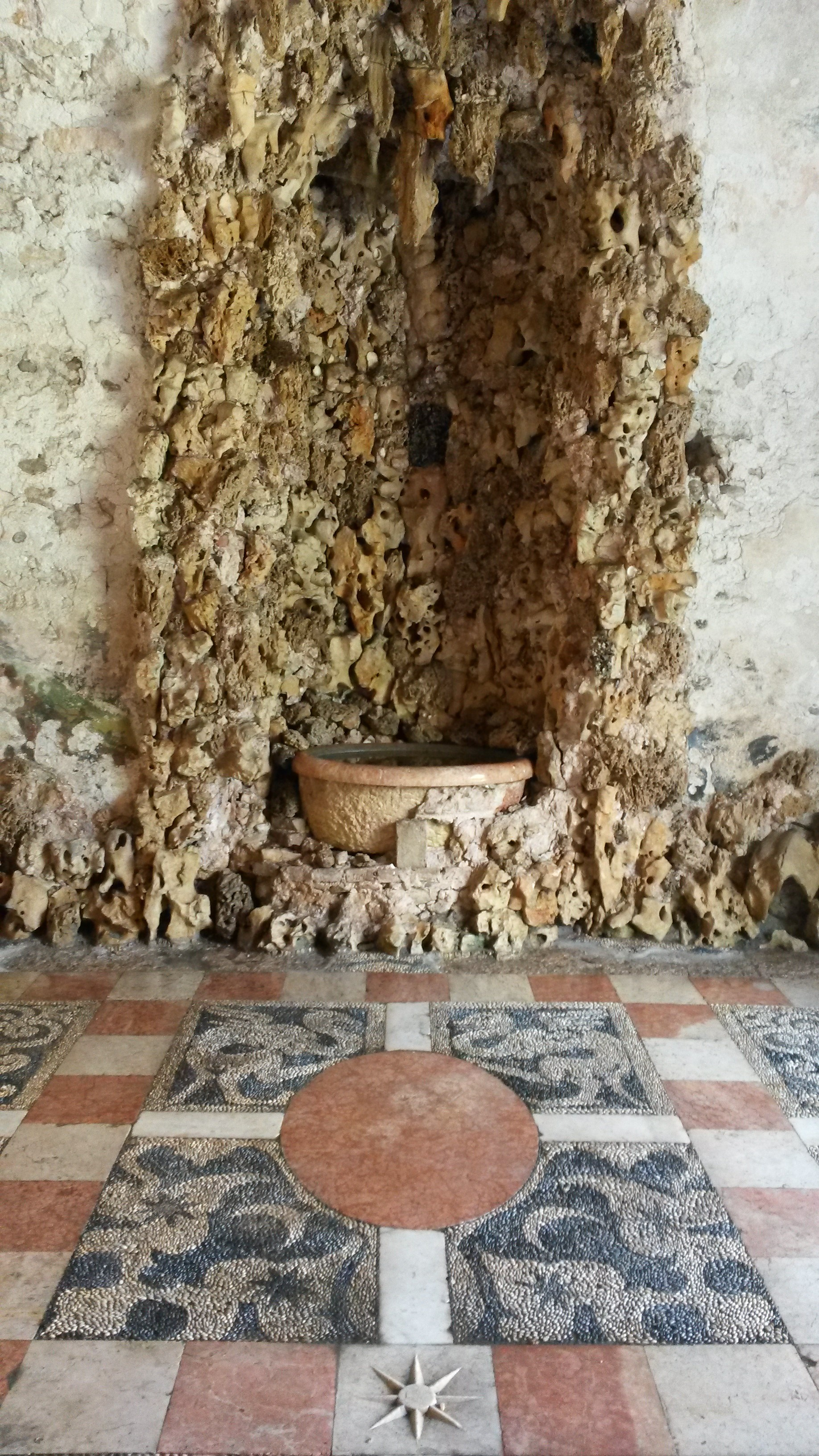
Grotta-Ninfeo, 1580-1590 circa, mosaico pavimentale attribuito a Paolo Farinati, Villa Nichesola-Conforti, Ponton di Sant'Ambrogio di Valpolicella (Verona)

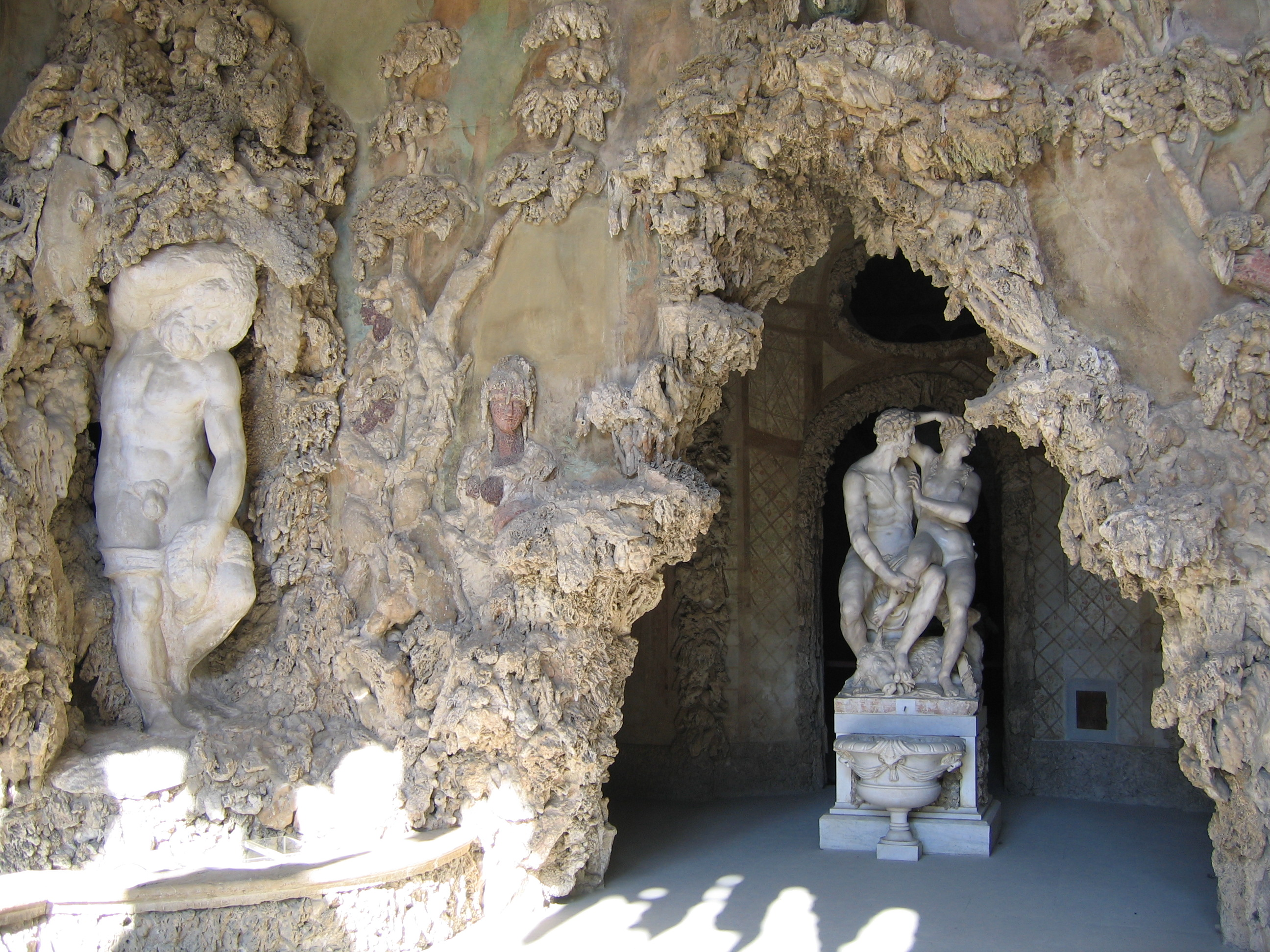
La grotta del Buontalenti nel giardino di Boboli a Firenze.

Passano gli anni, il Rinascimento finisce, ma non la moda delle grotte: da Versailles alle Tuileries, dai Giardini d'estate di Pietro il Grande a San Pietroburgo al Palazzo Te di Mantova, da Twickenham al palazzo Farnese di Caprarola, si continuano a progettare e a costruire elegantissime grotte artificiali fino a metà del XVIII secolo.
Le grotte erano adatte anche per giardini meno formali. Il Pope's Grotto, creato da Alexander Pope, è quasi tutto ciò che sopravvive di uno dei primi Giardini paesaggistici in Inghilterra, a Twickenham. Pope fu ispirato dalle grotte italiane durante un suo viaggio in Italia. Ci sono grotte nei giardini paesaggistici di Painshill Park, Stowe, Clandon Park e Stourhead. La Scott's Grotto è una serie di camere interconnesse, che si estende per 20 metri dentro una collina di gesso alla periferia di Ware nell'Hertfordshire. Costruite alla fine del XVIII secolo, le camere e i tunnel sono rivestiti da conchiglie, selci e pezzi di vetro colorato. La generazione dei viaggiatori durante il romanticismo potrebbe non avere mai davvero visitato la Fingal's Cave, sulla remota isola scozzese di Staffa nelle Ebridi, ma sentirono probabilmente parlare attraverso la Hebrides Overture di Felix Mendelssohn, meglio conosciuta come Fingal's Cave, che fu ispirata da una visita del compositore. Nel XIX secolo, quando la miniatura Matterhorn e i giardini rocciosi diventarono di moda, era solito trovare una grotta in ogni giardino, come ad Ascott House. In Baviera, il Linderhof di Ludovico II di Baviera racchiude una grotta sotto un Venusberg, in riferimento al Tannhäuser di Wagner.
Anche se le grotte dopo il periodo inglese pittoresco sono andate fuori moda, architetti e artisti occasionalmente cercano di ridefinire la grotta nelle opere del progetto contemporaneo. Tali esempi includono il Grotto of Meditation for New Harmony (1964) di Frederick Kiesler, il postmoderno Storey Hall (1995) di ARM, il Grotto Concept, (2005) di Aranda/Lasch, il padiglione Grotto (2010) di Callum Moreton e la serie Grotte (2013-2023) dell’architetto Antonino Cardillo.

## Caratteristiche
Per quanto riguarda le caratteristiche, differenti sono le soluzioni costruttive.
(Antoine Chrysostome Quatremère de Quincy)